# Baldassarre Mongenet
Baldassarre Mongenet (Carema, 7 luglio 1811 – Carema, 22 marzo 1885) è stato un politico italiano.

## Biografia
Nacque a Carema il 7 luglio 1811 dal duca François Balthazard de Mongenet de Renaucourt, di antica famiglia nobile d'oltralpe originaria di Vesoul in Franca Contea, e da Angela Ingegnati. Il padre era da poco tornato in Italia dalla Francia e aveva acquistato il 12 febbraio 1807, assieme al fratello Jean Gaspard, le ferriere di Pont-Saint-Martin da Domenico Vitale Gastaldi.
Baldassarre Mongenet fu l'ultimo capitano delle Industrie Ferriere Mongenet create dapprima in Francia dal nonno Richard, maître de forges nell'Alta Saona, consigliere di Luigi XVI e da questi creato nel 1779 duca di Renaucourt, feudo da lui acquistato in quanto ricco di una miniera di ferro.
Durante la rivoluzione francese, nel 1792 il nonno, che era stato esponente del partito realista, si era trasferito in Piemonte per militare nell'esercito sardo presso la guarnigione di Cuorgnè col grado di Luogotenente del Re di Sardegna; con lui erano venuti in Italia anche i figli Jean Gaspard e François Balthazard che avevano una società per lo sfruttamento delle fonderie di La Praz e nel 1793 avevano acquistato una piccola fonderia a Canischio dove iniziarono a produrre palle da guerra per l'esercito sardo. Con l'invasione del Piemonte e la sua successiva annessione alla Francia, nel 1796 i Mongenet preferirono tornare nella madrepatria a Villersexel e vendettero la fonderia.
Solo nel 1807 François Balthazard de Mongenet de Renaucourt decise di ritornare in Italia per esercitarvi la sua industria, insignito per i suoi meriti industriali dal re Carlo Alberto dell'Ordine dei Santi Maurizio e Lazzaro. Prediligendo Baldassarre tra gli altri sedici figli, lo avviò subito nell'industria siderurgica mandandolo a studiare in Francia i nuovi processi di fusione a gas per poi introdurli in Piemonte nella sua fiorente industria, unica in Piemonte ad avere una filiera completa di proprietà: miniere (Traversella ed altre), torbe per il combustibile (il lago Coniglio) e fonderie (la principale a Pont-Saint-Martin). Fu il primo ad introdurre in Italia la tecnica del laminaggio del ferro nel 1843.
Oltre che all'industria siderurgica Baldassarre si dedicò all'attività bancaria e alla politica; fece parte della camera elettiva nella VII, VIII, IX e X legislatura, rappresentando nelle tre prime il collegio di Verrès e nell'ultima quello di Ivrea. Di sentimenti liberali, fu amico di Camillo Cavour il quale, nei suoi discorsi parlamentari, lo menziona come «il principale dei fabbricanti di metalli della Valle d'Aosta». Combatté accanto a Cavour tutte le battaglie parlamentari per le Guerre Risorgimentali, battendosi per la unità d'Italia.
Nominato senatore da Vittorio Emanuele II, a causa degli impegni di lavoro nelle sue aziende (in quegli anni aveva riattivato la miniera di Cogne) partecipò poco ai lavori parlamentari dell'XI legislatura. Sposatosi due volte ebbe cinque figli, tre dal primo matrimonio: Lydia, Luigi e Gaspare e due dal secondo con Giuseppina Ricciardi: Riccardo e Maria Camilla.
Morì a causa di una crisi cardiaca nella sua città natale il 22 marzo 1885 alle ore 10 del mattino; con lui morì anche la secolare industria Mongenet in quanto nessuno dei suoi figli ereditò la capacità paterna, sicché qualche anno dopo la sua morte, il 31 gennaio 1892, furono chiuse le ferriere. Pont-Saint-Martin conserva ancora il ricordo della famiglia Mongenet e recentemente ha fatto erigere un monumento a ricordo del padre di Baldassarre: François Balthazard.